# Al-Merreikh Juba
Al-Merreikh FC es un equipo de fútbol de Sudán del Sur que juega en el Campeonato de fútbol de Sudán del Sur, la primera división de fútbol en el país.

## Historia
Fue fundado en el año 2011 en la capital Yuba tras la independencia de Sudán del Sur y es uno de los equipos fundadores del Campeonato de fútbol de Sudán del Sur en ese año.
Fue en el año 2018 que consiguió ganar la Copa Nacional de Sudán del Sur al vencer 2-0 en la final a Al-Ghazal FC, y posteriormente logró ganar el título de liga por primera vez luego de una apelación por una alineación indebida.
A nivel internacional participó por primera vez en la Copa Confederación de la CAF 2018-19, donde fue eliminado en la ronda preliminar por el Green Buffaloes FC de Zambia. Fue el primer equipo de Sudán del Sur en superar una fase en un torneo continental cuando en la Copa Confederación de la CAF 2023-24 eliminó en la primera ronda al Haidoub FC de Sudán con un global de 1-0, pero fue eliminado en la siguiente ronda por el Académica do Lobito de Angola.

## Palmarés
- Campeonato de fútbol de Sudán del Sur: 1

2018
- Copa Nacional de Sudán del Sur: 2

2018, 2023

## Participación en competiciones de la CAF
| Temporada | Torneo                       | Ronda      | Club                | Casa | Visita | Global |
| --------- | ---------------------------- | ---------- | ------------------- | ---- | ------ | ------ |
| 2018/19   | Copa Confederación de la CAF | Preliminar | Green Buffaloes FC  | 0-0  | 0-2    | 0-2    |
| 2023/24   | Copa Confederación de la CAF | 1          | Haidoub FC          | 0-0  | 1-0    | 1-0    |
| 2023/24   | Copa Confederación de la CAF | 2          | Académica do Lobito | 0-0  | 0-3    | 0-3    |